# Georgië op het Eurovisiesongfestival 2015
Georgië nam deel aan het Eurovisiesongfestival 2015 in Wenen, Oostenrijk. Het was de 8ste deelname van het land op het Eurovisiesongfestival. GPB was verantwoordelijk voor de Georgische bijdrage voor de editie van 2015.

## Selectieprocedure
De Georgische openbare omroep maakte op 10 september 2014 bekend te zullen deelnemen aan de zestigste editie van het Eurovisiesongfestival. Op 3 december werd duidelijk dat GPB voor een nationale finale koos om de Georgische act voor Wenen te bepalen. De laatste twee jaar koos de staatsomroep intern. Geïnteresseerden kregen van 3 tot 20 december de tijd om hun inzending over te maken aan de staatsomroep. Een expertencommissie koos vervolgens de vijf acts die mochten deelnemen aan de nationale finale. Hun namen werden op 23 december vrijgegeven, de nummers werden op 31 december voor het eerst vertoond.
De nationale preselectie vond plaats op 14 januari 2015 in Tbilisi. De punten worden voor 50 % verdeeld door een vakjury, de overige helft door het publiek via televoting. Het grote publiek kon overigens reeds vanaf 1 januari 2015 zijn stem uitbrengen. Uiteindelijk bleek dat Nina Sublatti van zowel vakjury als televoters de meeste punten gekregen had. Zij mocht aldus Georgië vertegenwoordigen in Wenen met het nummer Warrior.

## Nationale finale
14 januari 2015
| Volgorde | Artiest          | Lied         |
| -------- | ---------------- | ------------ |
| 1        | Eter Beriasjvili | If someone   |
| 2        | Edoeard Meison   | We are free  |
| 3        | Niutone          | Run away     |
| 4        | Nina Sublatti    | Warrior      |
| 5        | Misja Sulukhia   | One and only |

## In Wenen

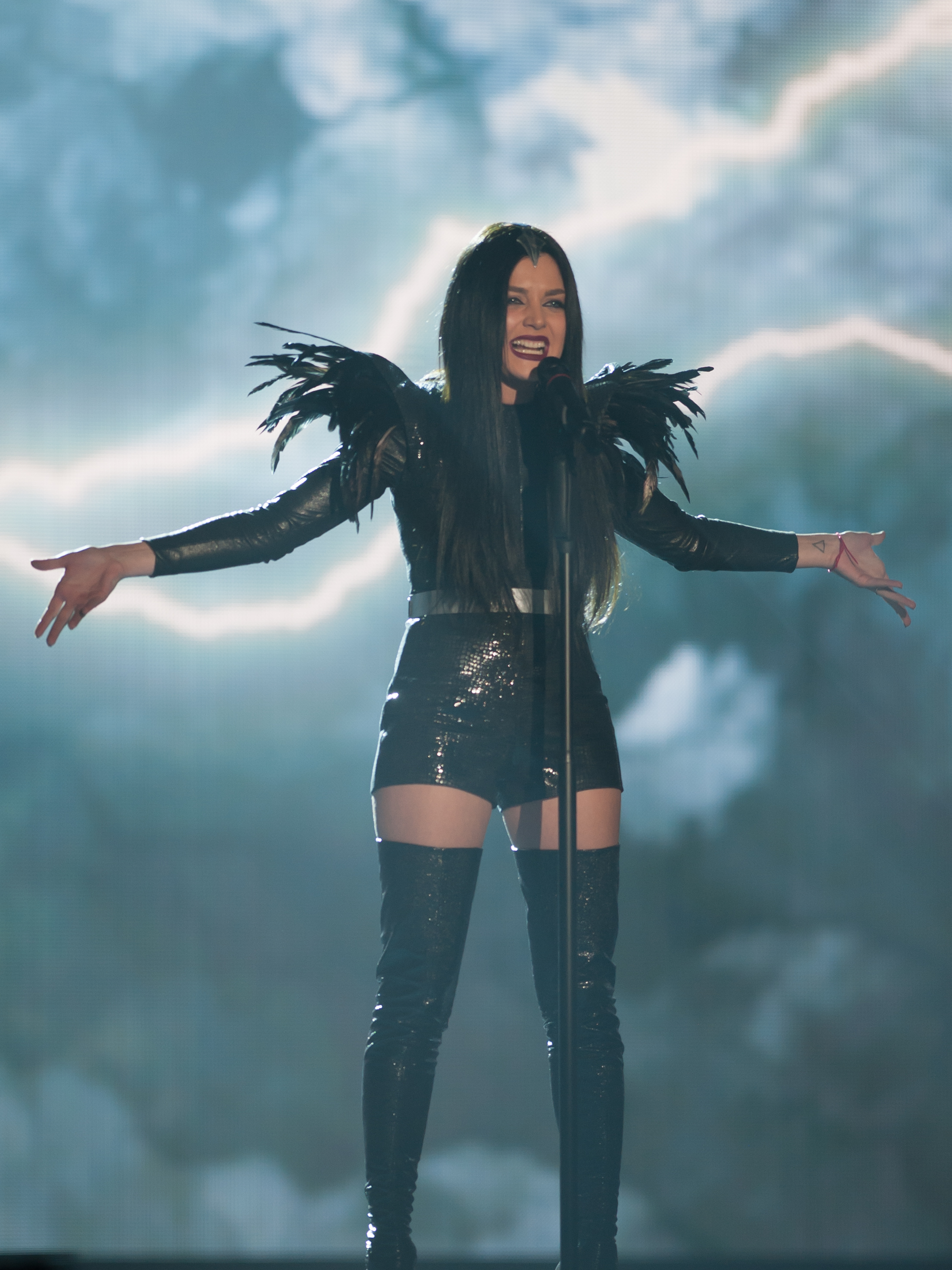
Nina Sublatti in Wenen

Georgië trad in Wenen in de eerste halve finale op dinsdag 19 mei aan. Nina Sublatti trad als zestiende en laatste aan, na Voltaj uit Roemenië. Georgië werd vierde met 98 punten, waarmee het doorging naar de finale op 23 mei.
In de finale trad Georgië als drieëntwintigste van de 27 acts aan, na Boggie uit Hongarije en voor Elnur Hüseynov uit Azerbeidzjan. Georgië eindigde als elfde met 51 punten.
2007 · 2008 · 2009 · 2010 · 2011 · 2012 · 2013 · 2014 · 2015 · 2016 · 2017 · 2018 · 2019 · 2020 · 2021 · 2022 · 2023 · 2024 · 2025
Albanië · Armenië · Australië · Azerbeidzjan · België · Cyprus · Denemarken · Duitsland · Estland · Finland · Frankrijk · Georgië · Griekenland · Hongarije · Ierland · IJsland · Israël · Italië · Letland · Litouwen · Macedonië · Malta · Moldavië · Montenegro · Nederland · Noorwegen · Oostenrijk · Polen · Portugal · Roemenië · Rusland · San Marino · Servië · Slovenië · Spanje · Tsjechië · Verenigd Koninkrijk · Wit-Rusland · Zweden · Zwitserland